# Rombe
En rombe (ses undertiden stavet rhombe) er et parallelogram, hvor alle fire sider har samme længde. Det gælder, at to modstående sider er parallelle.
De modstående vinkler er lige store og diagonalerne er normale (vinkelrette) i forhold til hinanden.
Arealet af en rombe kan regnes sådan ud:
{\displaystyle A={\frac {1}{2}}\times d1\times d2}
Hvor d1 og d2 er de 2 diagonaler.
eller:
A= grundlinje x højde.